# Жебунёв, Владимир Александрович
Жебунёв, Владимир Александрович (1848— 22 июня 1915) — русский революционер, народник. Брат революционеров Жебунёвых Сергея (1849—1924) и Николая (1851—1919). Был женат на Марии Александровне Блиновой (умерла в 1913 году), дочери губернского секретаря. Имел 4 дочери: Екатерина, Лариса, Людмила и Галина.

## Биография
Поступил в Петровскую земледельческую академию в Москве, позже состоял вольнослушателем Новороссийского университета.
- Лето 1872 — жил с братьями на даче под Харьковом, где за ними, в виду частых собраний молодежи на даче, установлен негласный надзор.
- 1872 — поселился в Цюрихе и вместе с братьями организовал революционный кружок т. н. «сен-жебунистов», с целью изменения существующего в России экономического строя путём поднятия уровня народного образования и развития сельского хозяйства.
- 1873 — после недолгого практического изучения сельского хозяйства во Франции, вернулся в Россию, поселился в Одессе и организовал местный кружок пропагандистов—"сен-жебунистов", состоявший в близких отношениях к одесскому кружку «чайковцев» (Ф. Волховского, С. Чудновского и др.).
- 15 ноября 1873 — присутствовал в Киеве на съезде «сен-жебунистов», где была выработана более революционная программа действия в народе. Вскоре получил место сельского учителя.
- Лето 1874 — опасаясь выдачи со стороны арестованного Г. С. Трудницкого, переехал в Харьков, поступив рабочим в сапожную мастерскую Пенцишевского, где продолжил агитационную деятельность.
- 6 августа 1874 — арест. В ходе «Большого процесса» (18 октября 1877 — 23 января 1878) признан невиновным.
- 1878 — в Харькове связался с кружком С. Л. Перовской, подготовлявшем освобождение из харьковских центральных тюрем осуждённых по Процессу ста девяноста трёх.
- 1879 — живя в Полтаве, занимается революционной пропагандой среди учащейся молодежи. После разгрома харьковского кружка и ареста главных деятелей, привлечен к дознанию.
- Январь 1880 — при получении в Полтаве распоряжения о его аресте, скрылся и перешёл на нелегальное положение.
- 1880—1881 — агент Исполнительного Комитета «Народной Воли» в Казани и в Саратове[2]; знакомил местных революционеров с народовольческой программой и организовывал местную центральную группу «Народной Воли» (М. П. Четвергова, А. Ф. Печоркин и др.).
- После 1 марта 1881, по предложению В. Н. Фигнер, избран членом Исполнительного Комитета «Народной Воли»[3]. Сотрудничал с народовольческими изданиями.
- 19 июля 1881 — арест. Отправлен в Петербург, где заключён в Дом предварительного заключения, а оттуда 30 августа 1881 переведён в Трубецкой бастион Петропавловской крепости. Выслан под гласный надзор в «более отдалённые» местности Восточной Сибири на пять лет[1].
- 1887 — по окончании ссылки вернулся в Россию[1].
- С 3 мая 1890, по окончании срока гласного надзора, подчинён, по распоряжению Департамента полиции, негласному.
- Декабрь 1894 — министром внутренних дел разрешено постоянное жительство в Москве. От революционной деятельности отошёл.
- 1897 — Жебунёв и его жена познакомились с Максимилианом Волошиным. Именно от старших Жебунёвых Волошин узнал многое о движении «Народная воля»[4].